# Clearfield County
Clearfield County ist ein County im Bundesstaat Pennsylvania der Vereinigten Staaten. Bei der Volkszählung im Jahr 2020 hatte das County 80.562 Einwohner und eine Bevölkerungsdichte von 27 Einwohner pro Quadratkilometer. Der Verwaltungssitz (County Seat) ist Clearfield.

## Geschichte
Clearfield County wurde am 26. März 1804 aus Teilen von Lycoming County und Huntingdon County gebildet. Die Benennung bezieht sich auf die Vertreibung der Indianer aus der Gegend, „clear field“ (deutsch: „freigemachtes Feld“). Drei Jahre später wurden drei Townships namens Beccaria, Bradford und Chincleclamousche in der damals noch dünn besiedelten Gegend in den Alleghanies gebildet. 1812 wurde das County eine eigene Verwaltungseinheit. In den folgenden Jahrzehnten wurden zahlreiche Townships gebildet (siehe unten). Die letzten Gründungen waren Bigler (1883) und Cooper (1884). Das erste borough namens Clearfield entstand 1840, das letzte – Westover – 1895.
Clearfield wurde 1805 Verwaltungssitz des gleichnamigen Countys. Das erste Gerichtsgebäude wurde 1814 erbaut und 1862 durch den jetzigen Backsteinbau mit Glockenturm ersetzt (einschließlich Anbau von 1882). Das derzeitige Bezirksgefängnis wurde 1981 erbaut, der Vorgängerbau von 1872 dient heute als Bürogebäude.
Nach dem Unabhängigkeitskrieg wurde das Land im späteren Clearfield County in Parzellen von 250 bis 1000 acres (1 bis 4 km²) aufgeteilt und zum großen Teil an Kriegsveteranen vergeben. Der erste Weiße, Captain Edward Ricketts, ließ sich um 1783 im Gebiet des jetzigen Bigler Township nieder. Die Besiedlung des Countys erfolgte weitgehend zwischen 1830 und 1880. Deutsche Einwanderer aus der Gegend von Pirmasens ließen sich seit den 1830er Jahren in der Gegend um Troutville nieder.
20 Bauwerke und Stätten des Countys sind im National Register of Historic Places (NRHP) eingetragen (Stand 22. Juli 2018).

## Geographie
Das County hat eine Fläche von 2988 Quadratkilometern, wovon 17 Quadratkilometer Wasserfläche sind.

## Städte und Ortschaften

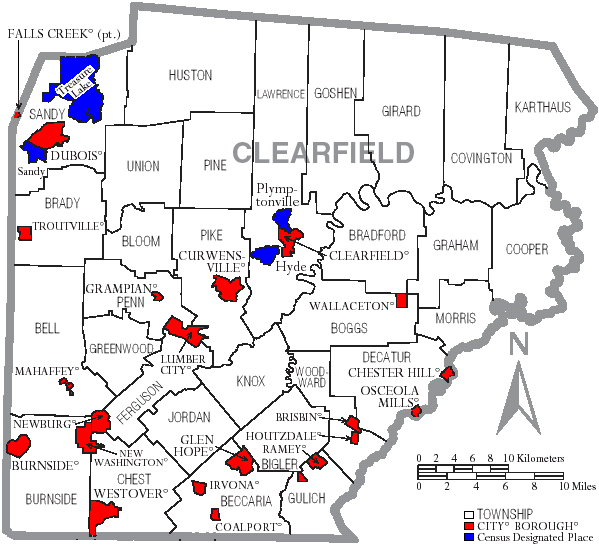
Karte des Clearfield Countys

- Beccaria Township
- Bell Township
- Bigler Township
- Bloom Township
- Boggs Township
- Bradford Township
- Brady Township
- Brisbin
- Burnside Township
- Burnside
- Chest Township
- Chester Hill
- Clearfield
- Coalport
- Cooper Township
- Covington Township
- Curwensville
- Decatur Township
- DuBois
- Falls Creek
- Ferguson Township
- Girard Township
- Glen Hope
- Goshen Township
- Graham Township
- Grampian
- Greenwood Township
- Gulich Township
- Houtzdale
- Huston Township
- Hyde
- Irvona
- Jordan Township
- Karthaus Township
- Knox Township
- Lawrence Township
- Lumber City
- Mahaffey
- Morris Township
- New Washington
- Newburg
- Osceola Mills
- Penn Township
- Pike Township
- Pine Township
- Plymptonville
- Ramey
- Sandy Township
- Sandy
- Treasure Lake
- Troutville
- Union Township
- Wallaceton
- Westover
- Woodward Township